# Lituaria molle
Lituaria molle är en korallart som beskrevs av S.F. Light 1921. Lituaria molle ingår i släktet Lituaria och familjen Veretillidae. Inga underarter finns listade i Catalogue of Life.